# Щръбце
Щръбце (на албански: Shtërpcë; на сръбски: Штрпце или Štrpce) е град в южно Косово, административен център на община Щръбце, Феризовски окръг. Населението му през 2011 година е 1265 души.

## История
Църквата „Свети Никола“ е от 1576/1577 година.
По време на българското управление в Поморавието в годините на Втората световна война, Георги Хр. Чочков от Велес е български кмет на Щръбце от 23 юли 1942 година до 2 ноември 1942 година. След това кметове са Душко К. Константинов (25 ноември 1942 - 12 април 1943) и Дано Лалов Стоянов от Кула (15 май 1943 - 9 септември 1944).

## Население
Според български извори към 1917 г. село Щърбце има 1353 жители.
| Година | Население |
| ------ | --------- |
| 1948   | 1630      |
| 1953   | 1714      |
| 1961   | 1812      |
| 1971   | 1947      |
| 1981   | 1966      |
| 1991   | 2200      |
| 2011   | 1265      |

## Забележителности
В околностите на Щръбце се намира единственият ски курорт в Косово „Брезовица“ – известен зимен курорт в близкото минало по времето на бивша Югославия. Освен с планинския си туризъм района на Щръбце се слави и с доброто си овче и краве сирене, поради което често е наричан „Сиренска жупа“.